# CJ Entertainment
CJ Entertainment (koreansk: CJ엔터테인먼트) er et sydkoreansk filmproduktions- og distributionsselskab under CJ ENM. Virksomheden fungerer som et filmproduktionsselskab, filmforlag, investering og udstilling.